# 金属有機構造体
有機金属構造体（ゆうききんぞくこうぞうたい、英: Metal Organic Framework、略称: MOF）または多孔性配位高分子（たこうせいはいいこうぶんし、英: Porous Coordination Polymer、略称: PCP）は人工的に合成された多孔質体である。

## 概要
有機配位子の配位し得る方向が規定された金属クラスターが、適切な剛直有機配位子で架橋されるように錯体形成を行うと、金属原子が互いに有機部位で架橋された構造を有する周期性の高い結晶性化合物である金属有機構造体になる。従来から使用されている活性炭やゼオライトでは細孔構造・比表面積を精密に制御した構築は困難だったが、金属有機構造体は従来の多孔質材料に比べて特性が優れているだけでなく、分子設計に配位結合を精密に取り入れることで細孔構造・比表面積・形態などを人為的に設計でき、非常に複雑な構造体の構築や高次機能の発現が可能となりつつある。なかでも金属錯体の活用により有機化合物と無機化合物の境界を超えた新概念の物質群の創出（多孔性材料、ナノカプセルなど）や、従来法では合成困難なメゾスケール物質群（2～50 nm程度）の精密構築も可能となりつつある。

## 用途
ガス吸蔵（水素、メタン、CO2など）、分子やイオンの選択貯蔵、分離（異性体分離、p-キシレン、m-キシレン、エチルベンゼンなど）、固体触媒（酸化反応、付加反応、水素化反応など）、徐放、隔離、輸送、ナノ合成容器、燃料電池の電解質やセンサーなど。